# Andrés Martínez Trueba
Andrés Martínez Trueba (Montevidéu, 11 de fevereiro de 1884 — Montevidéu, 1959) foi um professor, químico e político uruguaio. Foi  presidente do Uruguai entre 1951 e 1952, e presidente do Conselho Nacional de Governo, entre 1952 e 1955.

## Biografia
Filho dos imigrantes espanhóis Andrés Martínez Delgado e Tarcira Trueba Gainza, foi criado na cidade de Florida até mudar-se com a família para o bairro de Peñarol, na capital uruguaia. Graduou-se em Química Farmacêutica, na Universidade da República. Foi casado com María Aída Serra, com quem teve três filhos.
Admirador de José Batlle y Ordóñez, entraria para a política, onde passou a desempenhar cargos eletivos como: Deputado, em 1922 e 1925; e Senador, em 1926. Sua atuação também se destacou na "Comissão dos 25", encargada de redigir as bases do sistema eleitoral uruguaio moderno, que também deu origem à Corte Eleitoral.
Encabeçou a chapa presidencial Batllista, conhecida como "Lista 15", nas eleições de 1950 acompanhado por Alfeo Brum. Eleito presidente da República, propôs uma reforma constitucional para instalar um Poder Executivo colegiado, realizando o ideario José Batlle y Ordóñez. Consagrada a nova Constituição uruguaia em 1952, abandonou a Presidência da República (executivo unipessoal) para integrar o primeiro Presidente do Conselho Nacional de Governo, durante o resto do período constitucional.